# Charlotte Birkmose
Charlotte Birkmose (geboren am 27. Mai 1966 in Hjørring, Dänemark) ist eine ehemalige dänische Handballspielerin.

## Nationalmannschaft
Sie bestritt zwischen 1986 und 1988 insgesamt 31 Länderspiele für die dänische Nationalmannschaft. Ihr Debüt in der A-Auswahl gab sie am 28. März 1986 bei einem Spiel gegen die westdeutsche Auswahl. Bereits ab 1983 hatte sie in der Jugendauswahl ihres Landes gespielt.
Für Dänemark nahm sie an den Goodwill Games 1986 in Moskau teil. Sie stand auch im Aufgebot bei der C-Weltmeisterschaft 1986 in Spanien und bei der B-Weltmeisterschaft 1987 in Bulgarien.